# Osmondo
Osmondo  è un nome proprio di persona italiano maschile.

## Varianti
- Maschili: Osmundo[1], Asmundo

### Varianti in altre lingue
- Anglosassone: Osmund[2][3]
- Catalano: Osmon[4], Osmund[4]
- Danese: Åsmund
- Faroese: Ásmundur, Ásmund
- Inglese: Osmond[2][3]
- Islandese: Ásmundur[2]
- Norreno: Ásmundr[2][5]
- Norvegese: Åsmund[2][5], Aasmund, Osmund[5]
- Polacco: Osmond
- Spagnolo: Osmundo[4], Osimondo[4]

## Origine e diffusione
Nome rarissimo in Italia, ha origine germanica ed è riconducibile all'anglosassone Osmund, composto dagli elementi os ("dio", presente anche in Osvaldo) e munda ("protettore", da cui anche Edmondo).
Questo nome venne portato da Osmundo, un nobile normanno che divenne vescovo di Salisbury; in epoca anglosassone, in Gran Bretagna era in uso anche una forma importata dai vichinghi, Ásmundr (presente tra l'altro nella saga islandese Ásmundar saga kappabana), e un'altra forma ancora venne introdotta dai normanni. Dopo aver dato origine ad alcuni cognomi, il nome finì per rarificarsi; dal XVII secolo venne ripreso sporadicamente proprio a partire dal cognome, spianando la strada ad un suo effettivo ritorno nel XIX secolo.

## Onomastico

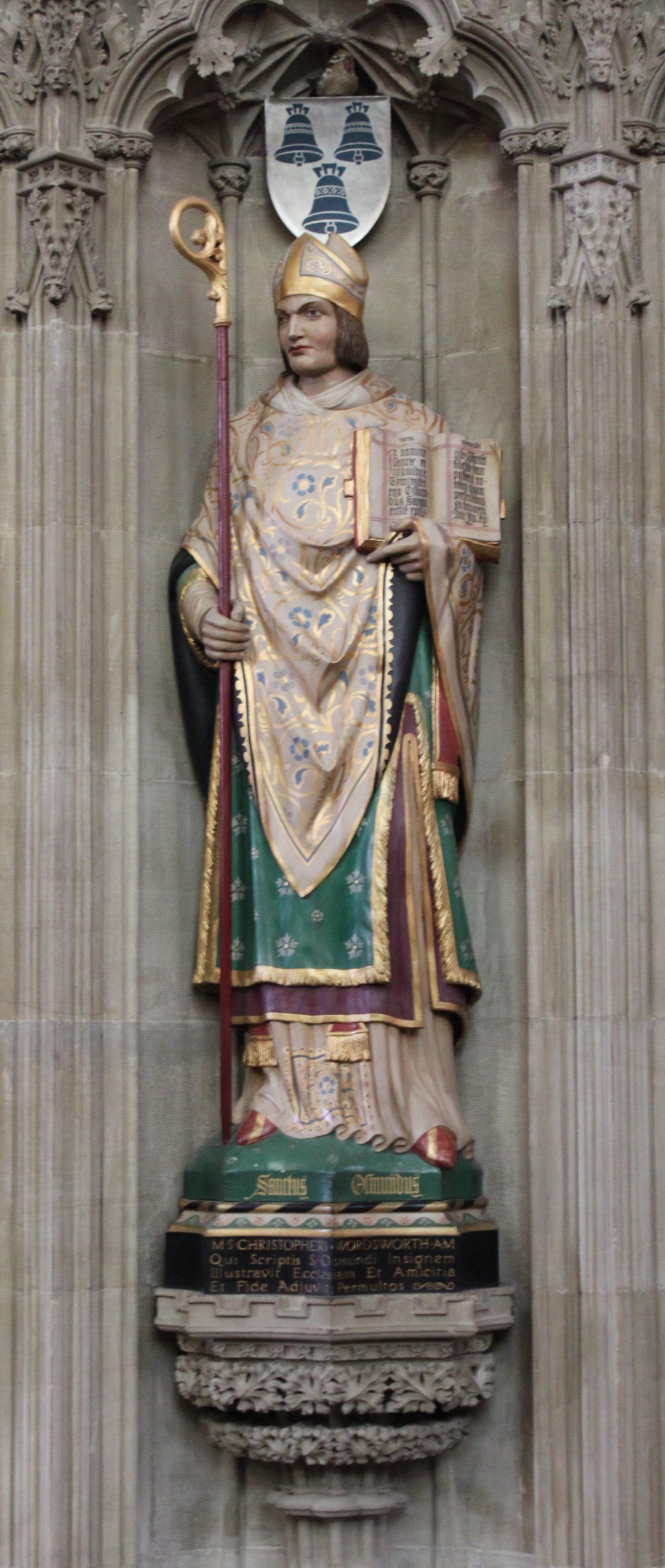
Osmundo di Salisbury

L'onomastico si può festeggiare il 4 dicembre in ricordo di sant'Osmundo, nobile normanno, vescovo di Salisbury.

## Persone
- Osmundo di Salisbury, vescovo cattolico e nobile normanno
- Osmondo Drengot, cavaliere normanno

### Varianti
- Osmund, re del Sussex
- Aasmund Bjørkan, allenatore di calcio e calciatore norvegese
- Osmund Bopearachchi, storico e numismatico singalese
- Osmond Brock, ammiraglio inglese
- Osmond Ezinwa, velocista nigeriano
- Åsmund Kåresson, maestro runico svedese
- Osmund Menghin, storico austriaco
- Karl Asmund Rudolphi, fisiologo, zoologo e biologo svedese naturalizzato tedesco
- Åsmund Sandland, calciatore norvegese

## Il nome nelle arti
- Osmund Saddler è un personaggio del videogioco Resident Evil 4.